# Бойко, Александр Трофимович
Александр Трофимович Бойко (1911 — ?) — советский инженер-электрик, лауреат Государственной премии СССР.
Член ВКП(б)/КПСС с 1931 г.
Окончил Харьковский электротехнический институт (1941).
С 1946 г. работал на ЗиС/ЗиЛ, главный энергетик, с 1953 г. зам. главного инженера по подготовке производства.
Лауреат Государственной премии СССР 1967 года — за создание конструкции семейства грузовых автомобилей «ЗИЛ-130» большой производительности, долговечности и современного массового высокоавтоматизированного их производства.
Курировал создание легковых автомобилей.